# Shinji Shūmeikai
Shinji Shūmeikai (japanisch 神慈秀明会, kurz auch: Shūmei) ist eine neue religiöse Bewegung in Japan. Shinji bedeutet „göttliche Liebe“, shūmei bedeutet „höchstes Licht“ und Kai bedeutet „Organisation“.

## Hintergrund
Nach eigenen Angaben widmet sich Shinji Shūmeikai der Schaffung eines idealen Zustands von Gesundheit, Glück und Harmonie durch die Anwendung der Weisheiten und Einsichten des spirituellen Lehrers, Mokichi Okada (1882–1955), den seine Mitglieder auch „Meishūsama“ nennen. Mokichi Okada lehrte, dass eine Welt frei von Krankheit, Armut und Zwietracht durch die Ausübung der spirituellen Heilkunst Jyorei, die Wertschätzung von Kunst und Schönheit und die Praxis der „Natürlichen Landwirtschaft“ möglich sei. Hierfür gibt es sehr spezielle Regeln, zum Beispiel kann Jyorei nur von Mitgliedern gegeben werden, die in einer Einweihungszeremonie einen Anhänger erhalten, für dessen Handhabung es viele Regeln gibt.

## Geschichte
Mokichi Okada gründete die Church of World Messianity (Sekai Kyūsei Kyō, Abk. „COWM“). Von dieser hat sich 1970 Shinji Shūmeikai abgespalten, die von Okadas Schülerin Mihoko Koyama gegründet wurde. Den Mitgliedern wird eine sehr begrenzte Auswahl der Texte Okadas zugänglich gemacht. 1997 eröffnete die Bewegung in Kōka das Miho-Museum. In diesem Jahr (1997) umfasste Shinji Shumeikai etwa 400.000 Mitglieder. Die Organisation finanziert sich durch Spenden, die unter anderem bei jeder Teilnahme an einer Zeremonie erwartet werden. Mitglieder müssen zwei Jahre Freiwilligendienst am Hauptsitz ableisten, ehe sie angestellt werden können.
In Deutschland ist Shumei ein gemeinnütziger Verein und es gibt in Berlin, Frankfurt am Main und Steinfurth (Bad Nauheim) „Shūmei-Zentren“. Jedes Shumei-Zentrum hat einen Schrein, vor dem mindestens zweimal täglich Zeremonien stattfinden müssen. Einmal monatlich sowie an bestimmten Tagen im Jahr oder zu bestimmten Anlässen gibt es weitere obligatorische Zeremonien. Es wird vor jeder Zeremonie ein Text über „Wahrhaftigkeit“ vorgelesen, darunter wird ein gewisses Pflichtbewusstsein und Gehorsam verstanden. Die Organisation ist insgesamt entsprechend der japanischen Kultur sehr hierarchisch strukturiert.

## Kritik
Laut der Website der christlich-missionarischen Centers for Apologetics Research stufte das Untersuchungskomitee für Sekten der französischen Nationalversammlung Shinji Shūmeikai France im Jahre 1995 als Sekte ein. Es soll auch ein „Shinji Shumeikai Victims’ Association Network“ (Netzwerk der Shūmei-Opfer) geben.